# Matagi
Matagi (IPA: [ma ta ŋi]), je jeden ze tří drobných ostrůvků seskupených u fidžijského ostrova Taveuni. Tento soukromý ostrov byl nepřístupný až do nedávné doby kdy byl přeměněn v turistické letovisko.
97 hektarový ostrůvek tvaru koňské podkovy leží 10 kilometrů východně od Thurston Point na ostrově Taveuni. Je vlastněn skotským investorem Noel Douglasem, jehož rodina je již pátou generací skotských přistěhovalců. Ostrov je spojen s Taveuni lodní linkou.